# بيلي بات
بيلي بات (باليابانية: ビリーバット، بالروماجي: Birī Batto) هي سلسلة مانغا سينن يابانية من تأليف ورسم ناوكي أوراساوا، نشرت المانغا من قبل كودانشا في مجلة مورنينغ الأسبوعية، منذ 16 أكتوبر عام 2008 حتى 18اغسطس عام 2016، وتكونت من 20 مجلدًا.

## القصة
تدور أحدث القصة في عام 1949 عن كاتب الياباني الأمريكي كيفين ياماغاتا وهو يرسم سلسلة مانغا «بيلي بات». عندما يعلم أنه ربما قام بنسخ الشخصية دون وعي من صورة شاهدها أثناء خدمته في اليابان المحتلة، فإنه يعود إلى اليابان للحصول على إذن لاستخدام بيلي بات من مبتكره الأصلي. عند وصوله إلى هناك، يتورط في شبكة من القتل والتستر والنبوءات التي تؤدي جميعها إلى بيلي بات.

## وصلات خارجية
- بيلي بات على موقع ANN manga (الإنجليزية)